# Daniel Fonseca
Daniel Fonseca Garis (Montevideo, 13 settembre 1969) è un procuratore sportivo ed ex calciatore uruguaiano, di ruolo attaccante.

## Biografia
Nel periodo in cui militava nella Roma venne imitato da Teo Teocoli nella trasmissione Mai dire Gol.
Ha due figli: Nicolás, nato nel 1998 e di ruolo centrocampista, e Matias, nato nel 2001 e che gioca come attaccante.

## Carriera

### Giocatore

#### Club

Fonseca al Napoli nell'annata 1992-1993

Iniziò la sua carriera agonistica con il Nacional Montevideo, con cui giocò da professionista due stagioni (dal 1988 al 1990) scendendo in campo complessivamente 14 volte, segnando tre reti e vincendo quattro trofei.
Nell'estate del 1990 Fonseca fu ingaggiato dal Cagliari e si trasferì in Italia, paese di cui i suoi nonni erano originari ma, nonostante questo non riuscì a ottenere il passaporto italiano. Con i sardi rimase fino al 1992: l'uruguaiano segnò 8 reti in 27 gare disputate nella prima stagione e 9 nella seconda disputando 23 gare.
Nell'estate del 1992 venne acquistato dal Napoli per 15 miliardi di lire più il cartellino di Vittorio Pusceddu. Con i partenopei segnò tutte e 5 le reti azzurre nella partita di andata dei trentaduesimi di Coppa UEFA (Valencia-Napoli 1-5) e in campionato realizzò 16 reti. Si mise in luce anche per un gesto poco elegante rivolto alla curva dei tifosi del Cagliari, che lo fischiavano perché era andato via contrariamente alle sue dichiarazioni.
Dopo un'altra stagione con 15 reti in 27 presenze passò alla Roma per 17,5 miliardi di lire più il cartellino di Benito Carbone valutato 7,5 miliardi di lire: dopo averlo ingaggiato, il presidente dei giallorossi dichiarò: «Ho dato a Mazzone una Ferrari». Militò con i capitolini per tre stagioni (dal 1994 al 1997), realizzando 8 centri sia il primo anno che il secondo, mentre il terzo anno, in cui face reparto con Abel Balbo, si fermò a 4 gol nonostante il grande affiatamento con il compagno di reparto.
Nella stagione 1997-1998 passò per 9 miliardi di lire alla Juventus, squadra con cui nella prima stagione disputò 15 partite (con 4 gol) in campionato, a cui si aggiunge la finale di Champions League persa per 1-0 contro il Real Madrid, seppur da subentrante. Con la Vecchia Signora Fonseca rimase altri tre anni, di cui uno solo da titolare (25 partite e 6 gol). Nella stagione 1999-2000, a causa di numerosi e ripetuti infortuni, non scese mai in campo in campionato (disputò soltanto una gara di Coppa UEFA contro il Levski Sofia il 4 novembre 1999 e un incontro di Coppa Italia contro il Napoli il 16 dicembre 1999). Nella stagione 2000-2001 collezionò 2 presenze in Serie A e 1 in Coppa Italia; nel corso della stagione successiva rescisse coi bianconeri per accasarsi al River Plate. La sua avventura con i torinesi si concluse con la vittoria di uno scudetto e una Supercoppa italiana.
Con gli argentini del River ebbe poco spazio e dopo due mesi decise di tornare prima al Nacional Montevideo (5 presenze e 2 gol), dove vinse uno scudetto, e poi di nuovo in Italia, al Como. Nel corso della stagione, visto lo scarso utilizzo (2 presenze), decise di dare l'addio al calcio giocato.

#### Nazionale
Con la nazionale uruguaiana, nelle cui file vanta 30 presenze e 11 gol, vinse la Copa América nel 1995.

### Dopo il ritiro
Lasciato il calcio giocato, decide di dedicarsi all'attività di procuratore di calciatori. Tra i suoi assistiti troviamo il portiere Fernando Muslera, il difensore Martín Cáceres e l'attaccante Luis Suárez.

## Statistiche

### Presenze e reti nei club
| Stagione        | Squadra         | Campionato      | Campionato | Campionato | Coppe nazionali | Coppe nazionali | Coppe nazionali | Coppe continentali | Coppe continentali | Coppe continentali | Altre coppe | Altre coppe | Altre coppe | Totale | Totale |
| Stagione        | Squadra         | Comp            | Pres       | Reti       | Comp            | Pres            | Reti            | Comp               | Pres               | Reti               | Comp        | Pres        | Reti        | Pres   | Reti   |
| --------------- | --------------- | --------------- | ---------- | ---------- | --------------- | --------------- | --------------- | ------------------ | ------------------ | ------------------ | ----------- | ----------- | ----------- | ------ | ------ |
| 1990-1991       | Cagliari        | A               | 27         | 8          | CI              | 1               | 0               | -                  | -                  | -                  | -           | -           | -           | 28     | 8      |
| 1991-1992       | Cagliari        | A               | 23         | 9          | CI              | 1               | 0               | -                  | -                  | -                  | -           | -           | -           | 24     | 9      |
| Totale Cagliari | Totale Cagliari | Totale Cagliari | 50         | 17         |                 | 2               | 0               |                    | -                  | -                  |             |             |             | 52     | 17     |
| 1992-1993       | Napoli          | A               | 31         | 16         | CI              | 5               | 2               | CU                 | 4                  | 6                  | -           | -           | -           | 40     | 24     |
| 1993-1994       | Napoli          | A               | 27         | 15         | CI              | 2               | 0               | -                  | -                  | -                  | -           | -           | -           | 29     | 15     |
| Totale Napoli   | Totale Napoli   | Totale Napoli   | 58         | 31         |                 | 7               | 2               |                    | 4                  | 6                  |             | -           | -           | 69     | 39     |
| 1994-1995       | Roma            | A               | 26         | 8          | CI              | 3               | 2               | -                  | -                  | -                  | -           | -           | -           | 29     | 10     |
| 1995-1996       | Roma            | A               | 23         | 8          | CI              | 0               | 0               | CU                 | 6                  | 2                  | -           | -           | -           | 29     | 10     |
| 1996-1997       | Roma            | A               | 16         | 4          | CI              | 1               | 1               | CU                 | 4                  | 3                  | -           | -           | -           | 21     | 8      |
| Totale Roma     | Totale Roma     | Totale Roma     | 65         | 20         |                 | 4               | 3               |                    | 10                 | 5                  |             | -           | -           | 79     | 28     |
| 1997-1998       | Juventus        | A               | 15         | 4          | CI              | 8               | 3               | UCL                | 6                  | 1                  | SI          | 0           | 0           | 29     | 8      |
| 1998-1999       | Juventus        | A               | 25         | 6          | CI              | 5               | 4               | UCL                | 4                  | 0                  | SI          | 1           | 0           | 35     | 10     |
| 1999-2000       | Juventus        | A               | 0          | 0          | CI              | 1               | 0               | I+CU               | 0+1                | 0+0                | -           | -           | -           | 2      | 0      |
| 2000-2001       | Juventus        | A               | 2          | 0          | CI              | 1               | 0               | UCL                | 0                  | 0                  | -           | -           | -           | 3      | 0      |
| Totale Juventus | Totale Juventus | Totale Juventus | 42         | 10         |                 | 15              | 7               |                    | 11                 | 1                  |             | 1           | 0           | 69     | 18     |
| 2002-2003       | Como            | A               | 2          | 0          | CI              | 0               | 0               | -                  | -                  | -                  | -           | -           | -           | 2      | 0      |

### Cronologia presenze e reti in nazionale
| Cronologia completa delle presenze e delle reti in nazionale ― Uruguay | Cronologia completa delle presenze e delle reti in nazionale ― Uruguay | Cronologia completa delle presenze e delle reti in nazionale ― Uruguay | Cronologia completa delle presenze e delle reti in nazionale ― Uruguay | Cronologia completa delle presenze e delle reti in nazionale ― Uruguay | Cronologia completa delle presenze e delle reti in nazionale ― Uruguay | Cronologia completa delle presenze e delle reti in nazionale ― Uruguay | Cronologia completa delle presenze e delle reti in nazionale ― Uruguay |
| Data                                                                   | Città                                                                  | In casa                                                                | Risultato                                                              | Ospiti                                                                 | Competizione                                                           | Reti                                                                   | Note                                                                   |
| ---------------------------------------------------------------------- | ---------------------------------------------------------------------- | ---------------------------------------------------------------------- | ---------------------------------------------------------------------- | ---------------------------------------------------------------------- | ---------------------------------------------------------------------- | ---------------------------------------------------------------------- | ---------------------------------------------------------------------- |
| 2-2-1990                                                               | Miami                                                                  | Colombia                                                               | 0 – 2                                                                  | Uruguay                                                                | Marlboro Cup 1990 (Miami) - Semifinale                                 | -                                                                      | 63’                                                                    |
| 4-2-1990                                                               | Miami                                                                  | Uruguay                                                                | 2 – 0                                                                  | Costa Rica                                                             | Marlboro Cup 1990 (Miami) - Finale                                     | -                                                                      | 46’                                                                    |
| 20-3-1990                                                              | Los Angeles                                                            | Messico                                                                | 2 – 1                                                                  | Uruguay                                                                | Amichevole                                                             | -                                                                      |                                                                        |
| 25-4-1990                                                              | Stoccarda                                                              | Germania Ovest                                                         | 3 – 3                                                                  | Uruguay                                                                | Amichevole                                                             | -                                                                      | 70’                                                                    |
| 21-6-1990                                                              | Udine                                                                  | Corea del Sud                                                          | 0 – 1                                                                  | Uruguay                                                                | Mondiali 1990 - 1º turno                                               | 1                                                                      | 62’                                                                    |
| 25-6-1990                                                              | Roma                                                                   | Italia                                                                 | 2 – 0                                                                  | Uruguay                                                                | Mondiali 1990 - Ottavi di finale                                       | -                                                                      |                                                                        |
| 13-7-1993                                                              | Lima                                                                   | Perù                                                                   | 1 – 2                                                                  | Uruguay                                                                | Amichevole                                                             | -                                                                      |                                                                        |
| 17-7-1993                                                              | Montevideo                                                             | Uruguay                                                                | 3 – 0                                                                  | Perù                                                                   | Amichevole                                                             | 2                                                                      | Uscita                                                                 |
| 25-7-1993                                                              | San Cristóbal                                                          | Venezuela                                                              | 0 – 1                                                                  | Uruguay                                                                | Qual. Mondiali 1994                                                    | -                                                                      |                                                                        |
| 1-8-1993                                                               | Montevideo                                                             | Uruguay                                                                | 0 – 0                                                                  | Ecuador                                                                | Qual. Mondiali 1994                                                    | -                                                                      | 46’                                                                    |
| 8-8-1993                                                               | La Paz                                                                 | Bolivia                                                                | 3 – 1                                                                  | Uruguay                                                                | Qual. Mondiali 1994                                                    | -                                                                      | 66’                                                                    |
| 15-8-1993                                                              | Montevideo                                                             | Uruguay                                                                | 1 – 1                                                                  | Brasile                                                                | Qual. Mondiali 1994                                                    | 1                                                                      |                                                                        |
| 5-9-1993                                                               | Guayaquil                                                              | Ecuador                                                                | 0 – 1                                                                  | Uruguay                                                                | Qual. Mondiali 1994                                                    | -                                                                      | 66’                                                                    |
| 12-9-1993                                                              | Montevideo                                                             | Uruguay                                                                | 2 – 1                                                                  | Bolivia                                                                | Qual. Mondiali 1994                                                    | 1                                                                      | 76’                                                                    |
| 19-9-1993                                                              | Rio de Janeiro                                                         | Brasile                                                                | 2 – 0                                                                  | Uruguay                                                                | Qual. Mondiali 1994                                                    | -                                                                      |                                                                        |
| 18-1-1995                                                              | La Coruña                                                              | Spagna                                                                 | 2 – 2                                                                  | Uruguay                                                                | Amichevole                                                             | 1                                                                      |                                                                        |
| 29-3-1995                                                              | Londra                                                                 | Inghilterra                                                            | 0 – 0                                                                  | Uruguay                                                                | Amichevole                                                             | -                                                                      |                                                                        |
| 25-6-1995                                                              | Paysandú                                                               | Uruguay                                                                | 7 – 0                                                                  | Nuova Zelanda                                                          | Amichevole                                                             | 2                                                                      | 46’                                                                    |
| 28-6-1995                                                              | Rivera                                                                 | Uruguay                                                                | 2 – 2                                                                  | Nuova Zelanda                                                          | Amichevole                                                             | -                                                                      | 76’                                                                    |
| 5-7-1995                                                               | Montevideo                                                             | Uruguay                                                                | 4 – 1                                                                  | Venezuela                                                              | Coppa America 1995 - 1º turno                                          | 1                                                                      |                                                                        |
| 9-7-1995                                                               | Montevideo                                                             | Uruguay                                                                | 1 – 0                                                                  | Paraguay                                                               | Coppa America 1995 - 1º turno                                          | -                                                                      | 70’                                                                    |
| 16-7-1995                                                              | Montevideo                                                             | Uruguay                                                                | 2 – 1                                                                  | Bolivia                                                                | Coppa America 1995 - Quarti di finale                                  | 1                                                                      | 35’                                                                    |
| 23-7-1995                                                              | Montevideo                                                             | Uruguay                                                                | 1 – 1 (5 – 3 dtr)                                                      | Brasile                                                                | Coppa America 1995 - Finale                                            | -                                                                      | 46’                                                                    |
| 24-4-1996                                                              | Caracas                                                                | Venezuela                                                              | 0 – 2                                                                  | Uruguay                                                                | Qual. Mondiali 1998                                                    | -                                                                      | 67’                                                                    |
| 8-10-1996                                                              | Montevideo                                                             | Uruguay                                                                | 1 – 0                                                                  | Bolivia                                                                | Qual. Mondiali 1998                                                    | -                                                                      |                                                                        |
| 15-12-1996                                                             | Montevideo                                                             | Uruguay                                                                | 2 – 0                                                                  | Perù                                                                   | Qual. Mondiali 1998                                                    | -                                                                      | 59’                                                                    |
| 12-1-1997                                                              | Montevideo                                                             | Uruguay                                                                | 0 – 0                                                                  | Argentina                                                              | Qual. Mondiali 1998                                                    | -                                                                      | 63’                                                                    |
| 12-2-1997                                                              | Quito                                                                  | Ecuador                                                                | 4 – 0                                                                  | Uruguay                                                                | Qual. Mondiali 1998                                                    | -                                                                      | 53’ 87’                                                                |
| 20-8-1997                                                              | Montevideo                                                             | Uruguay                                                                | 1 – 0                                                                  | Cile                                                                   | Qual. Mondiali 1998                                                    | -                                                                      | 56’                                                                    |
| 10-9-1997                                                              | Lima                                                                   | Perù                                                                   | 2 – 1                                                                  | Uruguay                                                                | Qual. Mondiali 1998                                                    | -                                                                      | 83’                                                                    |
| Totale                                                                 |                                                                        | Presenze                                                               | 30                                                                     |                                                                        | Reti                                                                   | 10                                                                     |                                                                        |

## Palmarès

### Club

#### Competizioni nazionali
- Supercoppa italiana: 1

Juventus: 1997
- Campionato italiano: 1

Juventus: 1997-1998
- Campionato uruguaiano: 1

Nacional: 2002

#### Competizioni internazionali
- Coppa Libertadores: 1

Nacional: 1988
- Coppa Intercontinentale: 1

Nacional: 1988
- Coppa Interamericana: 1

Nacional: 1988
- Recopa Sudamericana: 1

Nacional: 1989
- Coppa Intertoto UEFA: 1

Juventus: 1999

### Nazionale
- Copa America: 1

Uruguay 1995